# Kajuta

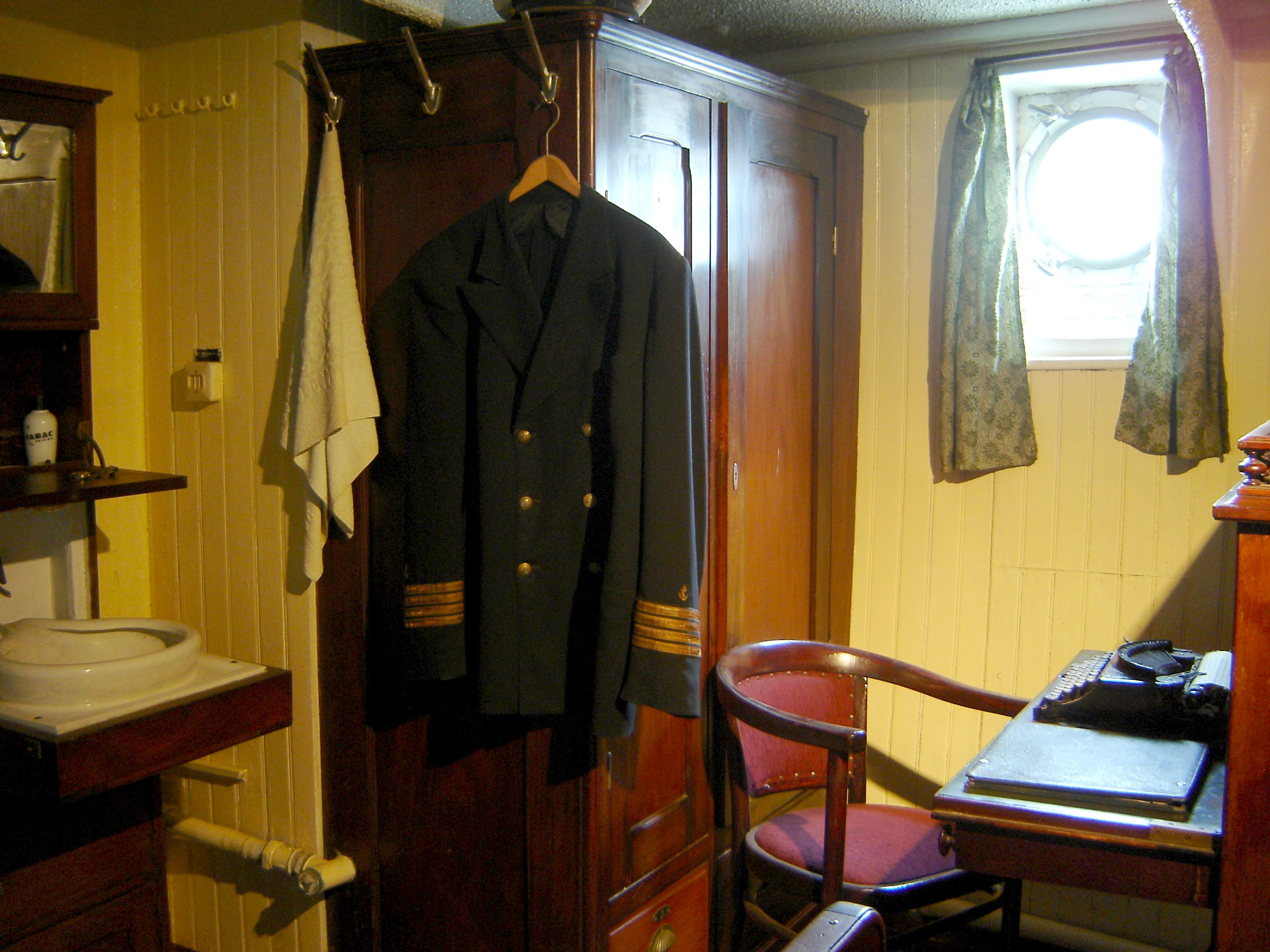
Kajuta

Kajuta, kabina – zamykane pomieszczenie mieszkalne o charakterze prywatnym na statku wodnym, przeznaczone dla jednej lub kilku osób. Swoje kajuty posiada zarówno obsługa jednostki, jak i jej pasażerowie. Na małych jachtach kabiną nazywa się całość pomieszczenia mieszkalnego.
Na żaglowcach często występuje duże, wieloosobowe pomieszczenie sypialne nazywane kubrykiem. Znajduje się ono w dziobowej części kadłuba.